# Tanquinho
Tanquinho is een gemeente in de Braziliaanse deelstaat Bahia. De gemeente telt 7.875 inwoners (schatting 2009).

## Aangrenzende gemeenten
De gemeente grenst aan Candeal, Feira de Santana en Santa Bárbara.